# Трилопатія
Трилопатія (Tritomaria) — рід печіночників родини Lophoziaceae.
Вперше цей рід був описаний Віктором Феліксом Шиффнером на основі більш раннього опису Леопольда Лоске.
Рід має космополітичне поширення.
Види:
- Tritomaria camerunensis S.W.Arnell
- Tritomaria exsecta (Schmidel) Schiffn. ex Loeske
- Tritomaria exsectiformis (Breidl.) Schiffn. ex Loeske
- Tritomaria ferruginea (Grolle) Váňa
- Tritomaria heterophylla R.M.Schust.
- Tritomaria koreana Bakalin, S.S.Choi & B.Y.Sun
- Tritomaria mexicana Bakalin
- Tritomaria polita (Nees) Jörg.
- Tritomaria scitula (Taylor) Jørg.